# Be Chrool to Your Scuel
Be Chrool to Your Scuel ist ein mit bekannten Gastmusikern aufgenommenes Lied der US-amerikanischen Band Twisted Sister, das 1985 auf dem Album Come Out and Play erschienen war und in Deutschland als dritte Single daraus ausgekoppelt wurde.

## Hintergrund
Inhaltlich kritisiert das Lied überalterte Schulsysteme, die wenig Herausforderung bieten und Schüler nicht auf das Leben vorbereiten.
Textbeispiel:
Now there must be a better way to educate

’Cause this way ain’t working’ like it should

Can’t they just invent a pill or frozen concentrate

That makes you smarter and tastes, mmm, so good?
Es muss doch einen besseren Weg geben, zu unterrichten

Denn dieser funktioniert nicht, wie er sollte

Können sie nicht einfach eine Pille oder gefrorenes Konzentrat erfinden,

Das dich klüger macht und, mmm, so gut schmeckt?
Das Lied ist im Stil klassischen Rock and Rolls gehalten. Neben der Instrumentierung mit Gitarre, Schlagzeug und Bass sind auch ein Klavier, gespielt von Billy Joel, sowie Rockabilly-Sounds von Stray-Cats-Sänger und -gitarrist Brian Setzer zu hören, das Saxophon-Solo wurde von Clarence Clemons gespielt. Den Gesang teilten sich Dee Snider und Alice Cooper. Außerdem wirkte an dem Lied die Bläsersektion The Uptown Horns mit, die aus Arno Hecht (Tenorsaxofon), Crispin Cieo (Baritonsaxofon), Paul Litteral (Trompete) und Bob Funk (Posaune) bestand. Der Hintergrundgesang stammte von Maxine und Julia Walters.
Das zu diesem Song gedrehte Musikvideo wurde in den USA von MTV abgelehnt und nicht gesendet.